# Kritična tačka (termodinamika)
U termodinamici, kritična tačka (ili kritično stanje) je krajnja tačka krive fazne ravnoteže. Najistaknutiji primer je kritična tačka pare tečnosti, krajnja tačka krive pritiska i temperature koja označava uslove pod kojima tečnost i njena para mogu postojati zajedno. Pri višim temperaturama, gas se ne može utečniti samo pritiskom. Na kritičnoj tački, definisanoj kritičnom temperaturom   i kritičnim pritiskom , granice faze nestaju. Drugi primeri uključuju kritične tačke oblika tečnost-tečnost u smešama.

## Kritična tačka pare i tečnosti

### Pregled
Radi jednostavnosti i jasnoće, generički pojam kritične tačke najbolje je predstaviti razmatranjem konkretnog primera, kritične tačke tečnosti i pare. To je bila prva kritična tačka koja je otkrivena, a ona je i dalje najpoznatija i najviše proučavana.
Slika desno prikazuje šematski PT dijagram čiste supstance (za razliku od smeša, koje imaju dodatne promenljive stanja i bogatije fazne dijagrame, o kojima će biti reči u nastavku). Opšte poznate faze čvrsta, tečna i para su razdvojene faznim granicama, i.e. kombinacijama pritiska i temperature, gde dve faze mogu da koegzistiraju. U trojnoj tački, sve tri faze mogu da koegzistiraju. Međutim, granica tečnosti i pare završava se krajnjom tačkom na nekoj kritičnoj temperaturi  i kritičnom pritisku pc. To je kritična tačka.
U vodi, kritična tačka se javlja oko 647  (374 ° ili 705 °) i 22,064  (3200  ili 218 ).
U blizini kritične tačke, fizička svojstva tečnosti i pare dramatično se menjaju, pri čemu su obe faze postaju sve sličnije. Na primer, tečna voda pod normalnim uslovima je skoro nekompresibilna, ima mali koeficijent toplotnog širenja, ima visoku dielektričnu konstantu i odličan je rastvarač za elektrolite. U blizini kritične tačke, sva ova svojstva se menjaju u suprotno: voda postaje kompresibilna, rastegljiva, loš dielektrik, loš rastvarač za elektrolite, i preferira da se meša sa nepolarnim gasovima i organskim molekulima.
U kritičnoj tački postoji samo jedna faza. Toplota isparavanja je nula. U liniji konstantne temperature (kritična izoterma) na PV-dijagramu postoji stacionarna infleksiona tačka. To znači da u kritičnoj tački:
{\displaystyle \left({\frac {\partial p}{\partial V}}\right)_{T}=0}
{\displaystyle \left({\frac {\partial ^{2}p}{\partial V^{2}}}\right)_{T}=0}
Iznad kritične tačke postoji stanje materije koje je kontinuirano povezano sa (može se transformisati bez faznog prelaska u) i tečno i gasovito stanje. Ono se naziva superkritični fluid. Uobičajenu tvrdnju iz udžbenika da sve razlike između tečnosti i pare nestaju izvan kritične tačke dovode u pitanje Fišer i Vidom, koji su identifikovali p, T-liniju koja razdvaja stanja sa različitim asimptotskim statističkim svojstvima (Fišer-Vidomova linija).

### Istorija
Postojanje kritične tačke prvi je otkrio Šarl Kanjar del la Tur 1822. a nazvali su je Dmitrij Mendeljejev 1860. godine i Tomas Endruz 1869. godine. Kanjar je pokazao da se CO2 može utečnici na 31 ° pri ptitisku od 73 atm, ali ne na neznatno višoj temperaturi, čak n i pod pritiskom od 3.000 atm.

### Teorija
Rešavanjem gornjeg stanja {\displaystyle (\partial p/\partial V)_{T}=0} za Van der Valsovu jednačinu, može se izračunati kritična tačka kao 
{\displaystyle T_{c}={\frac {8a}{27Rb}},\ V_{c}=3nb,\ p_{c}={\frac {a}{27b^{2}}}}.
Međutim, van der Valsova jednačina, zasnovana na teoriji srednjeg polja, ne važi u blizini kritične tačke. Specifično, ona predviđa pogrešne zakone skaliranja. Da bi se analizirala svojstva fluida u blizini kritične tačke, redukovane promenljive stanja se ponekad definišu relativno na kritične osobine
{\displaystyle T_{r}={\frac {T}{T_{c}}},\ p_{r}={\frac {p}{p_{c}}},\ V_{r}={\frac {V}{RT_{c}/p_{c}}}}.
Princip korespondentnih stanja ukazuje da supstance pod jednakim redukovanim (podeljenim kritičnim vrednostima) pritiskom i temperaturom imaju jednako redukovane zapremine. Ovaj odnos je približno istinit za mnoge supstance, ali postaje rastuće neprecizniji za velike vrednosti .
Za neke gasove postoji dodatni korekcioni faktor, nazvan Njutnova korekcija, dodat kritičnoj temperaturi i kritičnom pritisku izračunatim na ovaj način. To su empirijski izvedene vrednosti i variraju u zavisnosti od raspona pritiska od interesa.

### Tabela kritične temperature i pritiska pare i tečnosti za izabrane supstance
| Substanca            | Kritična temperatura     | Kritični pritisak (absolutni) |
| -------------------- | ------------------------ | ----------------------------- |
| Argon                | −122,4 °C (150,8 K)      | 48,1 atm (4.870 kPa)          |
| Amoniјak (NH3)         | 132,4 °C (405,5 K)       | 111,3 atm (11.280 kPa)        |
|                      | 101,06 °C (374,21 K)     | 40,06 atm (4.059 kPa)         |
|                      | 72,8 °C (345,9 K)        | 47,08 atm (4.770 kPa)         |
| Brom                 | 310,8 °C (584,0 K)       | 102 atm (10.300 kPa)          |
| Cezijum              | 1.664,85 °C (1.938,00 K) | 94 atm (9.500 kPa)            |
| Hlor                 | 143,8 °C (416,9 K)       | 76,0 atm (7.700 kPa)          |
| Etanol ()            | 241 °C (514 K)           | 62,18 atm (6.300 kPa)         |
| Fluor                | −128,85 °C (144,30 K)    | 51,5 atm (5.220 kPa)          |
| Helijum              | −267,96 °C (5,19 K)      | 2,24 atm (227 kPa)            |
| Vodonik              | −239,95 °C (33,20 K)     | 12,8 atm (1.300 kPa)          |
| Kripton              | −63,8 °C (209,3 K)       | 54,3 atm (5.500 kPa)          |
| Metan (CH4)            | −82,3 °C (190,8 K)       | 45,79 atm (4.640 kPa)         |
| Neon                 | −228,75 °C (44,40 K)     | 27,2 atm (2.760 kPa)          |
| Azot                 | −146,9 °C (126,2 K)      | 33,5 atm (3.390 kPa)          |
| Kiseonik             | −118,6 °C (154,6 K)      | 49,8 atm (5.050 kPa)          |
| Ugljen dioksid (CO2)   | 31,04 °C (304,19 K)      | 72,8 atm (7.380 kPa)          |
| Azotsuboksid ()      | 36,4 °C (309,5 K)        | 71,5 atm (7.240 kPa)          |
| Sumporna kiselina () | 654 °C (927 K)           | 45,4 atm (4.600 kPa)          |
| Ksenon               | 16,6 °C (289,8 K)        | 57,6 atm (5.840 kPa)          |
| Litijum              | 2.950 °C (3.220 K)       | 652 atm (66.100 kPa)          |
| Živa                 | 1.476,9 °C (1.750,1 K)   | 1.720 atm (174.000 kPa)       |
| Sumpor               | 1.040,85 °C (1.314,00 K) | 207 atm (21.000 kPa)          |
| Gvožđe               | 8.227 °C (8.500 K)       |                               |
| Zlato                | 6.977 °C (7.250 K)       | 5.000 atm (510.000 kPa)       |
| Aluminijum           | 7.577 °C (7.850 K)       |                               |
| Voda ()              | 373,946 °C (647,096 K)   | 217,7 atm (22.060 kPa)        |

## Literatura
- „Revised Release on the IAPWS Industrial Formulation 1997 for the Thermodynamic Properties of Water and Steam” (PDF). International Association for the Properties of Water and Steam. avgust 2007. Приступљено 9. 6. 2009.

## Spoljašnje veze
- „Critical points for some common solvents”. ProSciTech. Архивирано из оригинала 31. 1. 2008. г.
- „Critical Temperature and Pressure”. Department of Chemistry. Purdue University. Приступљено 3. 12. 2006.